# CSM Corona Brasov (basquetebol)
O Clubul Sportiv Municipal Corona Brașov, comumente conhecido como CSM Corona Brașov, é um clube multiesportivo sediado em Brașov, Romênia. Possui diversas secções desportivas dentre elas o basquetebol masculino, mas também Handebol, Hóquei no gelo, voleibol feminino e masculino, etc.  Suas partidas como mandante são disputadas na Sala Sporturilor Dumitru Popescu Colibași com capacidade para 1.700 espectadores. A equipe de basquetebol profissional compete na atualmente na LNBM (Romênia).

## História
O clube foi fundado em 29 de março de 2019 através da decisão 235 do conselho local, sendo o clube sucessor do Asociației Sport Club Corona 2010. A equipe principal de basquetebol ingressou na Liga I (segunda divisão) na temporada 2022-23 e de forma invicta (12-0 na primeira fase, 14-0 na segunda fase) ingressou no quadrangular final contra CS Valcea 1924, CS Agronomia Bucuresti e CS Politehnica Iasi, onde novamente venceu todos os confrontos e alcançando além do título da Liga I, a classificação para a Liga Nationala.
Na elite romena, tiveram uma temporada de adaptação (2023-24) onde não alcançaram a classificação, mas na temporada seguinte ficou em quinto lugar na temporada regular, confirmou sua posição no Play-in (5º a 8º) contra o FC Argeș Pitești. Porém a campanha chegou ao final nas quartas de finais sendo derrotado por CSO Voluntari por 1-3

### Histórico de temporadas
| Temporada | Competição Doméstica | Competição Doméstica | Competição Doméstica | Competição Doméstica | Competição Doméstica | Competição Doméstica | Copa Romena       | Copa Romena | Competições Europeias | Competições Europeias |
| Temporada | Nível                | Liga                 | Pos.                 | TR.                  | PL.                  | Pós Temporada        | Copa              | Supercopa   | Liga                  | Resultado             |
| --------- | -------------------- | -------------------- | -------------------- | -------------------- | -------------------- | -------------------- | ----------------- | ----------- | --------------------- | --------------------- |
| 2022-23   | 2                    | Liga I               | 1                    | 26-0                 | 3-0                  | PromovidoCampeão     |                   |             |                       |                       |
| 2023-24   | 1                    | LNBM                 | 9                    | 15-19                |                      |                      | Fase Preliminar   |             |                       |                       |
| 2024-25   | 1                    | LNBM                 | 5                    | 21-9                 | 5-3                  | Quartas de finais    | Oitavas de finais |             |                       |                       |

### Títulos
Liga I
- Campeão (1): 2022-23